# Università dei Santi Cirillo e Metodio di Skopje
L'Università dei Santi Cirillo e Metodio di Skopje (in macedone: Универзитет „Св. Кирил и Методиј“ во Скопје) è la più grande e antica università della Macedonia del Nord e porta il nome dei santi Cirillo e Metodio, evangelizzatori dei popoli slavi ed inventori dell'alfabeto glagolitico.
Fondata nel 1949, inizialmente comprendeva solo 3 facoltà, mentre allo stato attuale l'università si compone di 23 facoltà in diversi ambiti di studio: scienze naturali e matematica, scienze tecniche e tecnologiche, scienze mediche e salute, scienze biotecniche, scienze sociali, discipline umanistiche e artistiche.

## Storia
L'istituzione della prima facoltà avvenne nel 1946 con la facoltà di Filosofia, a seguire nel 1947 furono costituite le facoltà di Agraria e Scienze Forestali, la facoltà di Scienze Naturali e la facoltà di Medicina, gettando le basi per la creazione di quella che sarà la prima università della Macedonia del Nord.
In seguito al grande terremoto di Skopje che rase al suolo la città nel 1963, l'università subì gravi danni. Fu rapidamente ricostruita grazie agli aiuti dell'UNESCO e come conseguenza del terremoto venne istituito nel 1965 l'Istituto di Ingegneria Sismica e Sismologia dell'Università dei Santi Cirillo e Metodio di Skopje.